# Annie Mino-Choukroun
Pour les articles homonymes, voir Mino et Choukroun.
Annie Mino-Choukroun, née le 3 octobre 1945 à Tlemcen et morte le 25 novembre 2015, est une psychiatre franco-suisse.
Elle est responsable de la politique genevoise en matière de dépendances entre 1981 et 1999 et directrice générale de la Santé du canton de Genève entre 1999 et 2004

## Biographie
Elle fait des études de médecine à Paris et se spécialise en psychiatrie avant de partir, en 1971, participer à une expérience communautaire de prise en charge de personnes dépendantes de l'alcool à Santiago du Chili.
Revenue en France à la suite du coup d'État du général Pinochet, elle s'installe à Genève en 1975. Elle y est successivement  en charge d'adolescents en difficulté, puis du centre d'alcoologie Docteur H. Revillod, avant de prendre la responsabilité de la Division pour toxico-dépendants (devenue en 1995 Division d'abus de substances) de 1979 à 1999, date à laquelle elle est appelée à la Direction générale de la Santé du canton de Genève.
En mai 1999, elle obtient le titre de professeur privat-docent à l'université de Genève[réf. souhaitée].
Elle épouse en 1981 l'enseignant et activiste des droits de l'homme Jacques Mino, conseiller municipal de la Ville de Genève de 1998 à 2006. Elle a un enfant.[réf. souhaitée].
Elle meurt le 25 novembre 2015.

### Action et influence dans le domaine de la politique des drogues
Elle conteste dans un premier temps l'usage de la méthadone, prescrite à Genève dans le cadre de cures de maintenance dès la fin des années 1970. Elle révise sa position lors de la pandémie de sida et rallie celle plus ancienne du Dr Gérard Eichenberger qui avait été précurseur, dans sa pratique et en tant que président de la Commission du Conseil d'État, de la politique des quatre piliers,. Annie Mino relate son évolution dans un livre paru en 1996,,,. Elle contribue à redéfinir la politique suisse des drogues[réf. nécessaire].
Auteure en 1990 d'une revue de la littérature scientifique sur la prescription de stupéfiants, elle met en place à partir de septembre 1995 le programme expérimental genevois de prescription de stupéfiants (PEPS), où a été étudiée et validée la possibilité de maintenir en traitement des personnes durablement dépendantes aux opiacés en leur prescrivant de l'héroïne dans le cadre d'une prise en charge médico-psycho-sociale,.
Elle est chargée, en 1989, de rassembler et d'analyser la littérature médicale concernant la prescription médicale de morphine et d'héroïne. Alors que le canton de Genève a adopté une politique active de réduction des risques liés à la drogue, sur le modèle promu par l'Office fédéral de la santé publique, elle joue un rôle moteur dans le développement de cette politique, définie en 1995 par le gouvernement cantonal, mais amorcée dès le début des années 1990 par des programmes de prévention. Sous son impulsion, la division pour toxico-dépendant a ainsi diversifié son offre de traitements et développé un programme de sevrage, des maintenances à la méthadone, un relais à l'hôpital général pour les personnes toxicodépendantes[réf. nécessaire].

## Publication
Annie Mino, Sylvie Arsever, J'accuse - Les mensonges qui tuent les drogués, Calmann-Lévy, janvier 1996, 276 p. (ISBN 978-2702125212)